# Elvira de Talagante
Elvira Curiqueo, Cacica de Talagante, era hija del Inca Tala Canta Ilabe, parte de su panaca, Cacica de Talagante, esposa de Bartolomé Blumenthal y bisabuela de Catalina de los Ríos y Lisperguer, llamada la Quintrala.

## Desarrollo

### Noble inca
Fundada la capital del reino de Chile en Santiago, el conquistador necesitó proveerse de madera para muchos usos, por lo cual se comisionó a Bartolomé Blumenthal para que los buscase, dado que este ejercía el oficio de carpintero constructor, junto con ser uno de los financistas de la empresa.
Cuando Bartolomé Blumenthal fue al Mitimae de Talagante comenzó a hacer negocios con el Inca Tala Canta Ilabe  le llamó la atención una de sus nietas. La familia del cacique, ya llamado Talagante por los españoles, se convirtió al cristianismo y la novia de Blumenthal fue bautizada con el nombre de Elvira, pasando a ser la cacica Elvira de Talagante. En el año 1555, Blumenthal castellaniza su nombre pasando a ser simplemente Bartolomé Flores. La hija de Flores y Elvira, fue bautizada con el nombre de Águeda Flores quedó con una gran herencia, con tierras en Quilicura, Peñalolén, Cauquenes y Putagán.
Talagante, desde 1547, era llamado por algunos la madera de Flores.

## Bartolomé Blumenthal
Los servicios de Blumenthal fueron premiados por Valdivia con fecha 1 de agosto de 1549, ratificados posteriormente el 24 de julio de 1550. La encomienda incluía a los indígenas que obedecían a los caciques Tala Canta Ilabe, Mavellangai, Codalmolcaleví, Upiro, Lebalo, Guarcamilla, Acai, Nabalquivil, Quelamangui, Conquemangui y Namarongo, todos ellos del valle del Mapocho. También le fueron concedidas las encomiendas de Cauquenes y Putagán. El decreto también incluyó la encomienda de Longomilla, dada a Juan de Cuevas. Estas tierras eran muy ricas y habían alcanzado un notable grado de desarrollo.

### Encomienda de Putagán
En la encomienda de Putagán, Blumenthal introdujo adelantos en la agricultura, y en la crianza de caballos y cerdos. En el año 1555, Blumenthal castellanizó su nombre, pasando a ser simplemente Bartolomé Flores.
Construyó el primer molino, fundó la primera capilla y una fábrica de carretas. En su trato con los indígenas fue un ejemplo de buen encomendero. A su muerte, el 11 de noviembre de 1585, heredó estas tierras su hija, Águeda Flores, hija habida con la cacica de Talagante, Elvira.
Águeda Flores se casó con el capitán Pedro Lísperguer, de origen alemán, el cual era dueño de la encomienda de Cauquenes y Purapel, entregadas el año 1558 por García Hurtado de Mendoza. Con el matrimonio quedaron unidas las tres encomiendas. El hijo de este matrimonio, Pedro Lisperguer y Flores, que había heredado tierras en Peñaflor, trasladó a una parte de los indígenas desde allí a estas tierras, aproximadamente en 1624.

## La Quintrala
Águeda Flores nieta de Tala Canta Ilabe, y abuela de Catalina de los Ríos y Lísperguer. Formaba parte de su Panaca. Pedro Lísperguer se casó el año 1570 con ella. Del matrimonio nacieron Catalina Lísperguer y Flores; y Pedro Lisperger y Flores. Catalina Lísperguer y Flores se casó con Gonzalo de los Ríos y Encío.